# Trans Europa Express
Trans Europa Express (с нем. — «Транс-Европейский Экспресс», английское название: Trans-Europe Express) — шестой студийный альбом немецкой электронной группы Kraftwerk, вышедший 4 марта 1977 года. В альбоме группа усовершенствовала свой мелодичный электронный стиль, сделав акцент на упорядоченных ритмах, минимализме и иногда манипулируемом вокале. Это третий после Autobahn (1974) концептуальный альбом группы. Темы включают празднование титульной Европейской Железнодорожной Службы и Европы в целом, а также размышления о несоответствиях между реальностью и внешним видом. Trans Europa Express считается шедевром группы, повлиявшим на становление жанра синти-поп; пластинка не раз включается в списки лучших альбомов крупных музыкальных изданий.
Trans Europa Express занял 119-е место в американских чартах и 30-е место в опросе критиков Pazz & Jop, проведённом The Village Voice в 1977 году. Были выпущены два сингла: «Trans Europa Express» и «Schaufensterpuppen». Альбом был переиздан в нескольких форматах и продолжает получать признание. В 2014 году Los Angeles Times назвал его "самым важным поп-альбомом за последние 40 лет".

## Предыстория
После выпуска и тура в поддержку альбома Radio-Aktivität, Kraftwerk продолжили отходить от своего более раннего стиля импровизированной инструментальной музыки краут-рока, больше совершенствуя свою работу в формате мелодичных электронных песен. Во время тура для Radio-Aktivität группа начала устанавливать правила выступления, такие как не быть пьяной на сцене или на вечеринках. Карл Бартос написал об этих правилах, заявив, что "нелегко крутить ручки на синтезаторе, если вы пьяны или накачаны наркотиками. ... Мы всегда старались быть в курсе того, что мы делаем, выступая на публике". Во время этого тура исполнялись ранние мелодии, которые позже превратились в песню «Schaufensterpuppen».
В середине 1976 года Kraftwerk начали работать над альбомом, который тогда назывался Europa Endlos. Пол Алессандрини предложил Kraftwerk написать песню о Транс-Европейском Экспрессе, чтобы отразить их стиль электронной музыки. Перед записью Хюттер и Шнайдер встретились с музыкантами Дэвидом Боуи и Игги Попом, что повлияло на текст песни. Максим Шмитт призвал группу записать франкоязычную версию песни «Schaufensterpuppen», что привело группу позже к записи нескольких песен на французском языке. Альбом был записан в студии Kling Klang в Дюссельдорфе. Художественный контроль над песнями находился строго в руках участников группы Ральфа Хюттера и Флориана Шнайдера, а Бартос и Вольфганг Флюр внесли свой вклад в секвенированную электронную перкуссию. Kraftwerk отправились на железнодорожные мосты, чтобы послушать звуки, которые на самом деле издавал поезд. Группа сочла, что звук, издаваемый поездом, не подходит для танцев, и немного изменила его.

## Запись
Важной частью нового оборудования, использованного в альбоме, был Synthanorma Sequenzer, индивидуальный 32-ступенчатый 16-канальный аналоговый секвенсор, созданный Matten & Wiechers для группы. Это позволило создать более сложные последовательности синтезаторных партий, которые занимают видное место в песнях "Franz Schubert" и "Endlos Endlos" и освободило игрока от рутинной игры повторяющихся клавишных узоров.
В то время как Radio-Aktivität на протяжении всего альбома включал смесь немецких и английских текстов, Trans Europa Express пошёл дальше и был сведён в виде двух совершенно отдельных версий, одна из которых исполнялась на немецком, другая - на английском. По рекомендации Максима Шмитта также была записана французская версия песни «Schaufensterpuppen» под названием «Les Mannequins». «Les Mannequins» была первой песней группы на французском языке и повлияла на решения о записи песен на французском языке в последующих альбомах. После записи альбома в Дюссельдорфе Хюттер и Шнайдер посетили Лос-Анджелес, чтобы смикшировать треки в студии Record Plant. Элементы сессий микширования, которые были сделаны в Лос-Анджелесе, были исключены из альбома, включая использование более фронтального вокала, чтобы позже сделать больше микширования в Дюссельдорфе и Гамбурге.

## Обложка
Обложка альбома Trans Europa Express изначально должна была представлять собой монохромное изображение группы, отражённое в серии зеркал. Эта идея была выдвинута для фотографии нью-йоркским фотографом-знаменитостью Морисом Сеймуром, на которой группа одета в костюмы, напоминающие манекены. На обложке немецкой версии помещён чёрно-белый снимок группы, сделанный Сеймуром в апреле 1975 года в Нью-Йорке. Обложка английской версии — изображение группы от Дж. Стара, сделанное в Париже в мае 1977 года. Стара снял каждого из музыкантов отдельно и из этих снимков создал портрет группы в довоенном стиле с обилием растушёвки. На внутренней стороне рукава был использован цветной коллаж группы, сидящей за столиком небольшого кафе, разработанный Эмилем Шультом. Фотография для этой сцены была сделана Морисом Сеймуром во время американского турне группы. Другие фотографии были сделаны Шультом, на которых группа смеётся и улыбается. Они не были использованы для выпуска альбома.

## Композиции
Вольфганг Флюр заявил, что на Kraftwerk оказала влияние музыка эпохи Веймарской Германии: "Мы были детьми, родившимися сразу после Второй мировой войны... у нас не было собственной музыкальной или поп-культуры... была война, а до войны у нас была только немецкая народная музыка. В 1920-х или 1930-х годах были разработаны мелодии, и они стали культурой, на основе которой мы работали". Карл Бартос также говорил о послевоенном влиянии, поскольку группа считала, что у них "было это развитие в 1920-х годах, которое было очень, очень сильным и было аудиовизуальным. У нас была школа Баухаус до войны, а затем после войны у нас были замечательные люди, такие как Карлхайнц Штокхаузен, и развитие классической музыки и электронной классики. Это было очень сильно, и все это произошло очень близко к Дюссельдорфу в Кёльне, и все великие композиторы того времени приезжали туда". Полу Алессандрини приписывают помощь в разработке концепции альбома. Алессандрини сказал Хюттеру и Шнайдеру, что "с той музыкой, которую вы делаете, которая чем-то похожа на электронный блюз, железнодорожные станции и поезда очень важны в вашей вселенной, вы должны написать песню о Транс-Европейском Экспрессе". Kraftwerk полагали, что критики в Соединённом Королевстве и Соединённых Штатах ассоциировали их с Нацистской Германией, а такие трассы, как "Автобан", неразрывно связаны с нацистами, которые строили скоростные дороги в 1930-1940-х годах. В то же время группа стремилась отойти от своего немецкого наследия в сторону нового чувства европейской идентичности и чувствовала, что Транс-Европейский Экспресс может быть использован как символ этого. AllMusic назвал Trans Europa Express концептуальным альбомом с двумя разными темами. Первая — это несоответствие между реальностью и образом, представленное песнями «Spiegelsaal» и «Schaufensterpuppen», а вторая — о прославлении Европы. Slant Magazine описал альбом как "звуковую поэму для Европы".
Музыкальный стиль Trans Europa Express был описан AllMusic как мелодичные темы, которые "часто повторяются и иногда переплетаются с обдуманными, пыхтящими битами, иногда с обработанным вокалом" и "минимализмом, механизированными ритмами и обработанными, запоминающимися мелодиями". Музыка была классифицирована как электропоп, синти-поп, и экспериментальный поп. Хюттер прокомментировал минималистский характер альбома, заявив, что "Если мы можем передать идею с помощью одной или двух нот, это лучше, чем сыграть сотню или около того нот". Первая сторона Trans Europa Express состоит из трёх песен. Песня Spiegelsaal была описана как содержащая невозмутимый вокал с текстами, которые размышляют о том, как звёзды смотрят на себя в зазеркалье. Хюттер и Шнайдер описали песню как автобиографичную. Третий трек Schaufensterpuppen был описан AllMusic как "бодро-мелодичный, чего не скажешь о большинстве песен на Trans Europa Express", и с текстами, которые "слегка параноидальны". Идея песни пришла от того, что Флюра и Бартоса сравнили с манекенами из демонстрационного зала в британском концертном обзоре. Некоторые версии песни содержат устное вступление, начинающееся с отсчёта "eins zwei drei vier" с нем. — «один два три четыре», как пародия на группу Ramones, которая начинала некоторые песни с быстрого отсчёта "one two three four". Вторая сторона Trans Europa Express представляет собой сюиту, в которой Trans Europa Express переходит в Metall auf Metall и Abzug (только немецкое издание, в английской версии «Metall auf Metall» и «Abzug» объединены в один трек — «Metal on Metal»), затем во Franz Schubert, прежде чем завершиться кратким повторением главной темы из Europa Endlos. AllMusic описал музыкальные элементы сюиты как имеющие навязчивую тему с "невозмутимым повторением заглавной фразы", которая "медленно накладывается на эту ритмическую основу почти таким же образом, как был построен более ранний Autobahn". Текст песни отсылает к альбому Station to Station и встрече с музыкантами Игги Попом и Дэвидом Боуи. Хюттер и Шнайдер ранее встречались с Боуи в Германии и были польщены вниманием, которое они получили от него. Ральф Хюттер интересовался творчеством Боуи, поскольку он работал с Игги Попом, который был бывшим солистом The Stooges, одной из любимых групп Хюттера.

## Выпуск
Trans Europa Express был первоначально выпущен 4 марта 1977 года. С помощью Гюнтера Фрелинга Kraftwerk сняли рекламный клип на песню «Trans Europa Express». На видео запечатлена группа в длинных пальто во время поездки на поезде из Дюссельдорфа в соседний Дуйсбург. Кадры из этого видео позже были использованы на обложке сингла «Schaufensterpuppen». Эстетика клипа была навеяна фильмом Фрица Ланга «Метрополис». Фрелинг снова работал с Kraftwerk над их альбомом Die Mensch-Maschine, делая фотографии для обложки альбома. Чтобы продвинуть альбом прессе во Франции, EMI Records наняла поезд со старомодными вагонами 1930-х годов, чтобы добраться из Парижа в Реймс, в то время как песни с альбома воспроизводились через систему объявлений поезда для критиков.
В октябре 2009 года ремастированное издание альбома было выпущено EMI в Германии, Mute Records в Европейском Союзе и Astralwerks в Соединённых Штатах. Это переиздание было доступно на компакт-диске, для цифровой загрузки и виниле и имеет обложку, отличную от предыдущих версий альбома. Эта новая версия имеет чёрный фон с белым Транс-Европейским Экспрессом в центре. В трек-листе переиздания 2009 года внесены изменения в названия песен, чтобы они соответствовали оригинальному немецкому релизу. Это изменение привело к тому, что даже на английской версии две минуты музыки были записаны как «Metal on Metal», а оставшаяся часть была треком под названием «Abzug».

## Приём
| Оценки критиков               | Оценки критиков |
| Источник                      | Оценка          |
| ----------------------------- | --------------- |
| AllMusic                      | [ 25 ]          |
| Christgau's Record Guide      | A−              |
| Encyclopedia of Popular Music | [ 44 ]          |
| The Independent               | [ 45 ]          |
| Mojo                          | [ 46 ]          |
| Q                             | [ 47 ]          |
| Rolling Stone                 | [ 48 ]          |
| The Rolling Stone Album Guide | [ 49 ]          |
| Spin Alternative Record Guide | 9/10            |
| Uncut                         | [ 51 ]          |

Первоначальные отзывы о Trans Europa Express были положительными. Музыкальный критик Роберт Кристгау в рецензии для The Village Voice написал, что "текстурные эффекты альбома звучат как пародии какого—нибудь космического школьника на все сочные синтезаторные всплески, которые когда-либо застревали у вас в глотке, но в то же время работают так, как и должны работать эти всплески". Trans Europa Express занял 30-е место в опросе критиков Pazz & Jop, проведённом The Village Voice в 1977 году.
Современный приём также был очень благоприятным. Trans Europa Express имеет максимально возможные рейтинги от изданий, включая AllMusic, Drowned in Sound, Mojo, Rolling Stone и Slant Magazine. Стив Хьюи из AllMusic написал, что альбом "часто упоминается как, возможно, архетипичный (и самый доступный) альбом Kraftwerk... В целом, Trans Europa Express предлагает лучшее сочетание минимализма, механизированных ритмов и продуманных запоминающихся мелодий в каталоге группы". Q в обзоре 1995 года написал, что альбом "изменил лицо американской танцевальной музыки" и был "одним из самых неотразимых битов этой или любой другой эпохи". В 2009 году Крис Пауэр из Drowned in Sound заявил, что Trans Europa Express — это одновременно антиквариат, неподвластный времени, ретро и современность. Его статус свидетельства о рождении современной электронной музыки заслужен, но его священной репутации никогда не следует позволять скрывать его истинную ценность и мощь как произведения искусства. Это также не должно заслонять долголетие, которое через 32 года мы могли бы с таким же успехом начать называть его настоящим именем: бессмертие".
Trans Europa Express также появлялся в списках лучших альбомов из различных источников. В 2001 году телеканал VH1 поместил его на 56-е место в своём списке "100 Greatest Albums (of Rock & Roll) of All Time (с англ. — «100 Величайших Альбомов (Рок-н-Ролла) Всех Времён»)". В 2002 году Slant Magazine поместил альбом на первое место в своём списке величайших электронных альбомов 20-го века. В 2003 году Rolling Stone поместил альбом на 253-е место в своём списке "500 величайших альбомов всех времен", при этом рейтинг опустился до 256-го места в редакции 2012 года и поднялся до 238-го места в перезагрузке списка 2020 года. Channel 4 поместил альбом на 71-е место в своём списке 100 величайших альбомов. В 2004 году музыкальный онлайн-сайт Pitchfork назвал Trans Europa Express 6-м лучшим альбомом 1970-х годов, заявив, что "скоро наступит день, если он ещё не наступил, когда Trans Europa Express присоединится к рядам Sgt. Pepper’s Lonely Hearts Club Band и Exile on Main St в качестве записи о которой просто нельзя писать".

### Наследие
Сал Чинквемани из Slant Magazine описал влияние альбома как "беспрецедентное, охватывающее рок (Kid A от Radiohead), хип-хоп (классический «Planet Rock» от Afrika Bambaataa, недавний "Big Booty Express" Джея Ди) и поп (мировой тур Мадонны Drowned World Tour, который включал образцы «Metall auf Metall»)".
В конце 1970-х альбом оказал влияние на пост-панк-группу Joy Division; басист Питер Хук рассказывал: "Нас познакомил с Kraftwerk [певец] Иэн Кёртис, который каждый раз настаивал, чтобы мы играли «Trans-Europe Express» перед выходом на сцену. Запись была воспроизведена на месте по системе PA, чтобы её могли услышать все. Первый раз это был Pips [манчестерский клуб, хорошо известный своей "Комнатой Боуи"]. Иэна выгнали за то, что он пинал стекло на танцполе в такт треку. Нам потребовалась целая вечность мольб, чтобы вернуть его обратно". Барабанщик Стивен Моррис также подтвердил, что Joy Division "раньше играли «Trans-Europe Express» перед тем, как мы вышли на сцену, чтобы попасть в зону. Это сработало, потому что набрало большой обороты. «Trans-Europe Express», казалось, просто выражал оптимизм — даже если люди воспринимают это как машинную музыку". Моррис также сказал: "Это напоминает мне «Кабаре», фильм, в котором поют все 1920-е годы... Когда вы получаете этот брак между людьми и машинами, и вы делаете это правильно, это фантастика. Я должен сказать, что это мой любимый альбом Kraftwerk". В середине 1980-х годов исполнение Siouxsie and the Banshees песни "The Hall of Mirrors" на их альбоме Through the Looking Glass было одной из немногих кавер-версий, которые Ральф Хюттер восторженно охарактеризовал как "экстраординарные".

### Награды
Информация о наградах, приписываемых Trans Europa Express, взята из Acclaimed Music, если не указано иное.
| Публикация                               | Страна         | Награда                                                               | Год  | Место |
| ---------------------------------------- | -------------- | --------------------------------------------------------------------- | ---- | ----- |
| Blender                                  | США            | 500 CD, Которыми Вы Должны Владеть, Прежде чем Умрёте                 | 2003 | *     |
| Fast 'n' Bulbous                         | США            | 500 Лучших Альбомов с 1965 Года                                       | 2012 | 240   |
| Paste                                    | США            | 70 Лучших Альбомов 1970-х Годов                                       | 2012 | 47    |
| Pitchfork                                | США            | 100 Лучших Альбомов 1970-х Годов                                      | 2004 | 6     |
| Роберт Димери                            | США            | 1001 Альбом, Который Вы Должны Услышать Перед Смертью                 | 2005 | *     |
| Rolling Stone                            | США            | Основные 200 Рок-Записей                                              | 1997 | *     |
| Rolling Stone                            | США            | 500 Величайших Альбомов Всех Времён                                   | 2003 | 253   |
| Rolling Stone                            | США            | 500 Величайших Альбомов Всех Времён                                   | 2012 | 256   |
| Rolling Stone                            | США            | 500 Величайших Альбомов Всех Времён                                   | 2020 | 238   |
| Slant Magazine                           | США            | 25 Лучших Электронных Альбомов                                        | 2005 | 1     |
| Том Мун                                  | США            | 1000 Записей, Которые Нужно Прослушать Перед Смертью                  | 2008 | *     |
| VH1                                      | США            | 100 Величайших Альбомов Рок-н-Ролла                                   | 2001 | 56    |
| Vibe                                     | США            | 100 Важнейших Альбомов 20-го Века                                     | 1999 | *     |
| Channel 4                                | Великобритания | 125 Номинаций на 100 Величайших Альбомов                              | 2005 | *     |
| GQ                                       | Великобритания | 100 Самых Крутых Альбомов в Мире Прямо Сейчас!                        | 2005 | 86    |
| Гэри Малхолланд                          | Великобритания | 261 Величайший Альбом со Времён Панка и Диско                         | 2006 | *     |
| Mojo                                     | Великобритания | 100 Величайших Альбомов, Когда-либо Созданных                         | 1995 | 48    |
| Mojo                                     | Великобритания | Коллекция Mojo: Величайшие Альбомы Всех Времён... и Как Они Появились | 2003 | *     |
| Mojo                                     | Великобритания | 70 Величайших Альбомов 70-х                                           | 2006 | *     |
| Muzik                                    | Великобритания | 50 Лучших Танцевальных Альбомов Всех Времён                           | 2002 | 9     |
| Muzik                                    | Великобритания | 50 Самых Влиятельных Записей Всех Времён                              | 2003 | *     |
| NME                                      | Великобритания | Альбомы года                                                          | 1977 | 38    |
| NME                                      | Великобритания | 100 Лучших Альбомов Всех Времён                                       | 1985 | 38    |
| NME                                      | Великобритания | 100 Лучших Альбомов Всех Времен                                       | 2003 | 36    |
| NME                                      | Великобритания | 500 Величайших Альбомов Всех Времён                                   | 2013 | 81    |
| Пол Морли                                | Великобритания | Слова и Музыка, 5 х 100 Величайших Альбомов Всех Времён               | 2013 | *     |
| Q                                        | Великобритания | 50 Лучших Альбомов 70-х                                               | 1998 | 9     |
| Sounds                                   | Великобритания | Альбомы Года                                                          | 1977 | 13    |
| Sounds                                   | Великобритания | 100 Лучших Альбомов Всех Времён                                       | 1986 | 48    |
| The Observer                             | Великобритания | 50 Альбомов, Которые Изменили Музыку 1956-2006                        | 2006 | 3     |
| The Times                                | Великобритания | 20 Самых Влиятельных Альбомов                                         | 2008 | 11    |
| Uncut                                    | Великобритания | 100 Икон Рока и Кино                                                  | 2005 | 23    |
| The Wire                                 | Великобритания | 100 Самых Важных Записей, Когда-либо Сделанных                        | 1992 | *     |
| Adresseavisen                            | Норвегия       | 100 (+23) Лучших Альбомов Всех Времён                                 | 1995 | 15    |
| Panorama                                 | Норвегия       | 30 Лучших Альбомов 1970-98 Годов                                      | 1999 | 16    |
| Pop                                      | Швеция         | 100 Лучших Альбомов Мира + 300 Дополнений                             | 1994 | 101   |
| Max                                      | Германия       | 50 Лучших Альбомов Всех Времён                                        | 1997 | 22    |
| Musik Express/Sounds                     | Германия       | 100 Шедевров                                                          | 1993 | 94    |
| Musik Express/Sounds                     | Германия       | 50 Лучших Немецких Пластинок                                          | 2001 | 15    |
| RoRoRo Rock-Lexicon                      | Германия       | Самые Рекомендуемые Альбомы                                           | 2003 | *     |
| Rolling Stone                            | Германия       | Лучшие Альбомы за 5 Десятилетий                                       | 1997 | 101   |
| Rolling Stone                            | Германия       | 500 Лучших Альбомов Всех Времён                                       | 2004 | 325   |
| Sounds                                   | Германия       | 50 Лучших Альбомов 1970-х Годов                                       | 2009 | 10    |
| Spex                                     | Германия       | 100 Альбомов Века                                                     | 1999 | 35    |
| (*) designates lists that are unordered. |                |                                                                       |      |       |

## Коммерческая эффективность
Trans Europa Express поднялся в чартах США выше, чем предыдущий альбом Kraftwerk Radio-Aktivität, достигнув 117-го места в чарте Billboard Top LPs & Tapes. «Trans Europa Express» и «Schaufensterpuppen» были выпущены в качестве синглов с альбома. «rans Europa Express» попал в чарты Billboard Hot 100 в 1977 году, где достиг 67-го места. Trans Europa Express начал появляться в чартах Соединённого Королевства в 1980-х годах. Альбом попал в чарты 6 февраля 1982 года, оставаясь в чартах в течение семи недель и достигнув 49-й строчки. Переизданный сингл «Schaufensterpuppen» (ремикс с дополнительными барабанами) попал в чарты 20 февраля 1982 года, оставаясь в чартах в течение пяти недель и достигнув пика. под номером 25.

## Список композиций
Немецкая версия 
Вся музыка написана Ральф Хюттер, кроме указанных иначе.
| №                   | Название             | Текст песни                  | Перевод                   | Длительность |
| ------------------- | -------------------- | ---------------------------- | ------------------------- | ------------ |
| 1.                  | «Europa Endlos»      | Хюттер, Флориан Шнайдер      | Европа Бесконечная        | 9:35         |
| 2.                  | «Spiegelsaal»        | Хюттер, Шнайдер, Эмиль Шульт | Зеркальный Зал            | 7:50         |
| 3.                  | «Schaufensterpuppen» | Хюттер                       | Демонстрационные Манекены | 6:10         |
| Общая длительность: | Общая длительность:  | Общая длительность:          | Общая длительность:       | 23:35        |

| №                   | Название                                                                        | Текст песни         | Музыка              | Перевод                    | Длительность |
| ------------------- | ------------------------------------------------------------------------------- | ------------------- | ------------------- | -------------------------- | ------------ |
| 4.                  | «Trans Europa Express»                                                          | Хюттер, Шульт       |                     | Транс-Европейский Экспресс | 6:40         |
| 5.                  | «Metall auf Metall» (инструментал)                                              |                     |                     | Металл на Металле          | 2:10         |
| 6.                  | «Abzug» (инструментал, за исключением повторения фразы "Trans Europa Express")  |                     |                     | Отъезд                     | 4:42         |
| 7.                  | «Franz Schubert» (инструментал)                                                 |                     |                     | Франц Шуберт               | 4:25         |
| 8.                  | «Endlos Endlos» (инструментал, за исключением повторения фразы "Endlos Endlos") |                     | Хюттер, Шнайдер     | Бесконечна Бесконечна      | 0:45         |
| Общая длительность: | Общая длительность:                                                             | Общая длительность: | Общая длительность: | Общая длительность:        | 18:42        |

Англоязычная версия 
| №                   | Название              | Текст песни            | Длительность |
| ------------------- | --------------------- | ---------------------- | ------------ |
| 1.                  | «Europe Endless»      | Хюттер, Шнайдер        | 9:35         |
| 2.                  | «The Hall of Mirrors» | Хюттер, Шнайдер, Шульт | 7:50         |
| 3.                  | «Showroom Dummies»    | Хюттер                 | 6:10         |
| Общая длительность: | Общая длительность:   | Общая длительность:    | 23:35        |

| №                   | Название                                                                                | Текст песни         | Музыка              | Длительность |
| ------------------- | --------------------------------------------------------------------------------------- | ------------------- | ------------------- | ------------ |
| 4.                  | «Trans-Europe Express»                                                                  | Хюттер, Шульт       |                     | 6:40         |
| 5.                  | «Metal on Metal» (инструментал, за исключением повторения фразы "Trans-Europe Express") |                     |                     | 6:52         |
| 6.                  | «Franz Schubert» (инструментал)                                                         |                     |                     | 4:25         |
| 7.                  | «Endless Endless» (инструментал, за исключением повторения фразы "Endless Endless")     |                     | Хюттер, Шнайдер     | 0:45         |
| Общая длительность: | Общая длительность:                                                                     | Общая длительность: | Общая длительность: | 18:42        |

Французская версия 
В версии, издаваемой во Франции, отличалась всего одна композиция, остальные песни были на английском языке. Эта версия имела немецкую версию обложки, что было редким примером того, что англоязычное название было написано поверх немецкой версии обложки.
| №                   | Название              | Длительность |
| ------------------- | --------------------- | ------------ |
| 1.                  | «Europe Endless»      | 9:35         |
| 2.                  | «The Hall of Mirrors» | 7:50         |
| 3.                  | «Les Mannequins»      | 6:10         |
| Общая длительность: | Общая длительность:   | 23:35        |

| №                   | Название                                                                                | Длительность |
| ------------------- | --------------------------------------------------------------------------------------- | ------------ |
| 4.                  | «Trans-Europe Express»                                                                  | 6:40         |
| 5.                  | «Metal on Metal» (инструментал, за исключением повторения фразы "Trans-Europe Express") | 6:52         |
| 6.                  | «Franz Schubert» (инструментал)                                                         | 4:25         |
| 7.                  | «Endless Endless» (инструментал, за исключением повторения фразы "Endless Endless")     | 0:45         |
| Общая длительность: | Общая длительность:                                                                     | 18:42        |

### Переиздание 2009 года
При переиздании альбома в 2009 году поменялся не только список композиций, но и длительность некоторых из них. Также, англоязычное название было написано без дефиса. Ниже представленны немецкая и англоязычная версии.
Немецкая версия
| №                   | Название             | Длительность |
| ------------------- | -------------------- | ------------ |
| 1.                  | «Europa Endlos»      | 9:41         |
| 2.                  | «Spiegelsaal»        | 7:57         |
| 3.                  | «Schaufensterpuppen» | 6:15         |
| Общая длительность: | Общая длительность:  | 23:53        |

| №                   | Название                                                                        | Длительность |
| ------------------- | ------------------------------------------------------------------------------- | ------------ |
| 4.                  | «Trans Europa Express»                                                          | 6:37         |
| 5.                  | «Metall auf Metall» (инструментал)                                              | 2:12         |
| 6.                  | «Abzug» (инструментал, за исключением повторения фразы "Trans Europa Express")  | 4:54         |
| 7.                  | «Franz Schubert» (инструментал)                                                 | 4:26         |
| 8.                  | «Endlos Endlos» (инструментал, за исключением повторения фразы "Endlos Endlos") | 0:47         |
| Общая длительность: | Общая длительность:                                                             | 18:56        |

Англоязычная версия
| №                   | Название              | Длительность |
| ------------------- | --------------------- | ------------ |
| 1.                  | «Europe Endless»      | 9:41         |
| 2.                  | «The Hall of Mirrors» | 7:57         |
| 3.                  | «Showroom Dummies»    | 6:15         |
| Общая длительность: | Общая длительность:   | 23:53        |

| №                   | Название                                                                            | Длительность |
| ------------------- | ----------------------------------------------------------------------------------- | ------------ |
| 4.                  | «Trans Europe Express»                                                              | 6:32         |
| 5.                  | «Metal on Metal» (инструментал)                                                     | 2:12         |
| 6.                  | «Abzug» (инструментал, за исключением повторения фразы "Trans Europe Express")      | 4:54         |
| 7.                  | «Franz Schubert» (инструментал)                                                     | 4:26         |
| 8.                  | «Endless Endless» (инструментал, за исключением повторения фразы "Endless Endless") | 0:55         |
| Общая длительность: | Общая длительность:                                                                 | 18:59        |

## Участники записи
Взято из примечаний Trans Europa Express.

| Kraftwerk - Ральф Хюттер — вокал, синтезаторы, Оркестрон, синтанорма-секвенсор, электроника,продюсер - Флориан Шнайдер — вокал, вокодер, Votrax, синтезаторы, электроника, продюсер - Карл Бартос — электронная перкуссия - Вольфганг Флюр — электронная перкуссия Продюсирование - Петер Боллиг — звукорежиссёр - Билл Халверсон — звукорежиссёр (Record Plant, Голливуд) - Томас Кукук — звукорежиссёр (Rüssl Studio, Гамбург) | Оформление - Морис Сеймур — фотография - Дж. Стара — фотография - Ink Studios — типографский дизайн - Гюнтер Фрёлинг — фотография (ремастер 2009 года) - Йоханн Замбриски — реконструкция оформления (ремастер 2009 года) |

## Чарты

### Недельные чарты
| Чарт (1977–1982)              | Наивысшая позиция |
| ----------------------------- | ----------------- |
| French Albums (SNEP)          | 2                 |
| Германия (Offizielle Top 100) | 32                |
| Венгрия (MAHASZ)              | 38                |
| Italian Albums (FIMI)         | 8                 |
| Швеция (Sverigetopplistan)    | 32                |
| UK Albums (OCC)               | 49                |
| US Billboard Top LPs & Tapes  | 119               |

## Сертификации
| Регион                                                      | Сертификация | Продажи |
| ----------------------------------------------------------- | ------------ | ------- |
| Великобритания (BPI)                                        | Серебряный   | 60 000* |
| ^ Данные о тиражах приведены только на основе сертификации. |              |         |